# Palatul Copiilor din Zalău
Palatul Copiilor din Zalău are o mare importanță pentru cultura orașului Zalău, mai exact pe plan muzical. Instituția, condusă mult timp de profesorul Ioan Muresan, a îndrumat copiii spre muzică, cucerind multe trofee la festivaluri de profil din țară, toate acestea sub numele de SILVANA GROUP. În Palatul Copiilor din Zalău s-au format muzicieni ca Raul Kusak (Ștefan Bănică Band, Vama Veche), Călin Pop (Desperado), Dan Opriș (Vama Veche), Gabi Drăgan (Sarmalele Reci), Ana Maria. Trofee: Mamaia, Steaua de Cristal- Pașcani, Ursulețul de Aur- Baia Mare, Voces Primavera- Zalău, Micul Prinț- București, Top T- Buzău, SamRock- Satu Mare, Festival de tineret- Năvodari etc.
Dintre elevii care au activat la Palatul Copiilor din Zalău secția de interpretare muzicală sub numele de Silvana trupa rock: Raul Kusak - clape, Calin Boca - chitară, baterie, Marius Sălăjean - baterie, Mihai Maja - chitară, Călin Boca - chitară, Bogdan Ștefan - chitară, Dan Magdas (Reptila-voce), Gabi Drăgan - baterie, Dan Opriș - chitară bas, Raul Chiș - chitară bas, Marius Szeker - chitară bas, Nicolae Vedinas- voce, flaut, Gabi Bota - clape, Vlad Opris - chitară, Călin Pop - voce, Szilard Sziklavari - voce, Cristi Bănuț - chitară, Alex Strâmbu - baterie, Vlad Topan - chitară, Eduard Erdei - clape, Doru Dirjan - voce, Sergiu Mureșan - clape, Eugenia Paușan - voce, Florin Boca - chitară, vioară.